# Giro d'Italia 1994
Il Giro d'Italia 1994, settantasettesima edizione della "Corsa Rosa", si svolse in ventidue tappe dal 22 maggio al 12 giugno 1994, per un percorso totale di 3 731 km. La vittoria fu appannaggio del russo Evgenij Berzin, che completò il percorso in 100h41'21", alla media di 36,954 Km/h; secondo si classificò Marco Pantani, terzo Miguel Indurain. 
Berzin s'impose nell'arrivo in salita di Campitello Matese (dove conquistò la maglia rosa), nella cronometro di Follonica e nella dura cronoscalata del Passo del Bocco. Fu il Giro che lanciò Marco Pantani, che si aggiudicò la tappa di Merano e la successiva tappa dell'Aprica, scattando sul Mortirolo e giungendo al traguardo con 2'52" su Claudio Chiappucci, secondo classificato e suo compagno di squadra, 3'30" su Miguel Indurain e 4'06" su Berzin. 
In Italia fu trasmesso in tv da Italia 1.

## Tappe
| Tappa  | Data      | Percorso                                       | km    | Vincitore di tappa     | Leader cl. generale  |
| ------ | --------- | ---------------------------------------------- | ----- | ---------------------- | -------------------- |
| 1ª-1ª  | 22 maggio | Bologna > Bologna                              | 86    | Endrio Leoni           | Endrio Leoni         |
| 1ª-2ª  | 22 maggio | Bologna > Bologna (cron. individuale)          | 7     | Armand de Las Cuevas   | Armand de Las Cuevas |
| 2ª     | 23 maggio | Bologna > Osimo                                | 232   | Moreno Argentin        | Moreno Argentin      |
| 3ª     | 24 maggio | Osimo > Loreto Aprutino                        | 185   | Gianni Bugno           | Moreno Argentin      |
| 4ª     | 25 maggio | Montesilvano > Campitello Matese               | 204   | Evgenij Berzin         | Evgenij Berzin       |
| 5ª     | 26 maggio | Campobasso > Melfi                             | 153   | Endrio Leoni           | Evgenij Berzin       |
| 6ª     | 27 maggio | Potenza > Caserta                              | 215   | Marco Saligari         | Evgenij Berzin       |
| 7ª     | 28 maggio | Fiuggi > Fiuggi                                | 119   | Laudelino Cubino       | Evgenij Berzin       |
| 8ª     | 29 maggio | Grosseto > Follonica (cron. individuale)       | 44    | Evgenij Berzin         | Evgenij Berzin       |
| 9ª     | 30 maggio | Castiglione della Pescaia > Pontedera          | 153   | Ján Svorada            | Evgenij Berzin       |
| 10ª    | 31 maggio | Marostica > Marostica                          | 115   | Džamolidin Abdužaparov | Evgenij Berzin       |
| 11ª    | 1º giugno | Marostica > Bibione                            | 165   | Ján Svorada            | Evgenij Berzin       |
| 12ª    | 2 giugno  | Bibione > Kranj (SVN)                          | 204   | Andrea Ferrigato       | Evgenij Berzin       |
| 13ª    | 3 giugno  | Kranj (SVN) > Lienz (AUT)                      | 234   | Michele Bartoli        | Evgenij Berzin       |
| 14ª    | 4 giugno  | Lienz (AUT) > Merano                           | 235   | Marco Pantani          | Evgenij Berzin       |
| 15ª    | 5 giugno  | Merano > Aprica                                | 188   | Marco Pantani          | Evgenij Berzin       |
| 16ª    | 6 giugno  | Sondrio > Stradella                            | 220   | Maximilian Sciandri    | Evgenij Berzin       |
| 17ª    | 7 giugno  | Santa Maria della Versa > Lavagna              | 200   | Ján Svorada            | Evgenij Berzin       |
| 18ª    | 8 giugno  | Chiavari > Passo del Bocco (cron. individuale) | 35    | Evgenij Berzin         | Evgenij Berzin       |
| 19ª    | 9 giugno  | Lavagna > Bra                                  | 212   | Massimo Ghirotto       | Evgenij Berzin       |
| 20ª    | 10 giugno | Cuneo > Les Deux Alpes (FRA)                   | 206   | Volodymyr Pulnikov     | Evgenij Berzin       |
| 21ª    | 11 giugno | Les Deux Alpes (FRA) > Sestriere               | 121   | Pascal Richard         | Evgenij Berzin       |
| 22ª    | 12 giugno | Torino > Milano                                | 198   | Stefano Zanini         | Evgenij Berzin       |
| Totale | Totale    | Totale                                         | 3 731 |                        |                      |

## Squadre e corridori partecipanti
| N.    | Cod. | Squadra                    |
| ----- | ---- | -------------------------- |
| 1-9   | BAN  | Banesto                    |
| 11-19 | AMO  | Amore & Vita-Galatron      |
| 21-29 | BRE  | Brescialat-Ceramiche Refin |
| 31-39 | CAR  | Carrera-Tassoni            |
| 41-49 | CAS  | Castorama                  |
| 51-59 | GBM  | GB-MG Maglificio           |
| 61-69 | GEW  | Gewiss-Ballan              |
| 71-79 | JOL  | Jolly Componibili-Cage     |
| 81-89 | KEL  | Kelme-Avianca-Gios         |

| N.      | Cod. | Squadra                |
| ------- | ---- | ---------------------- |
| 91-99   | LAM  | Lampre-Panaria         |
| 101-109 | MAP  | Mapei-CLAS             |
| 111-119 | MER  | Mercatone Uno          |
| 121-129 | MOT  | Motorola               |
| 131-139 | NAV  | Navigare-Blue Storm    |
| 141-149 | PLT  | Polti-Vaporetto        |
| 151-159 | TEL  | Telekom-Merckx         |
| 161-169 | ZGM  | ZG Mobili-Selle Italia |

## Evoluzione delle classifiche
| Tappa              | Vincitore              | Classifica generale Maglia rosa | Classifica a punti Maglia ciclamino | Classifica scalatori Maglia verde | Classifica miglior giovane Maglia bianca | Classifica intergiro Maglia azzurra | Classifica a squadre a tempi |
| ------------------ | ---------------------- | ------------------------------- | ----------------------------------- | --------------------------------- | ---------------------------------------- | ----------------------------------- | ---------------------------- |
| 1ª-1ª              | Endrio Leoni           | Endrio Leoni                    | Adriano Baffi                       | non assegnata                     | Samuele Schiavina                        | Adriano Baffi                       | Mercatone Uno                |
| 1ª-2ª              | Armand de Las Cuevas   | Armand de Las Cuevas            | Armand de Las Cuevas                | non assegnata                     | Evgenij Berzin                           | Adriano Baffi                       | Mercatone Uno                |
| 2ª                 | Moreno Argentin        | Moreno Argentin                 | Evgenij Berzin                      | Michele Coppolillo                | Evgenij Berzin                           | Adriano Baffi                       | Gewiss-Ballan                |
| 3ª                 | Gianni Bugno           | Moreno Argentin                 | Evgenij Berzin                      | Michele Coppolillo                | Evgenij Berzin                           | Džamolidin Abdužaparov              | Gewiss-Ballan                |
| 4ª                 | Evgenij Berzin         | Evgenij Berzin                  | Evgenij Berzin                      | Michele Coppolillo                | Evgenij Berzin                           | Maximilian Sciandri                 | Polti-Vaporetto              |
| 5ª                 | Endrio Leoni           | Evgenij Berzin                  | Evgenij Berzin                      | Michele Coppolillo                | Evgenij Berzin                           | Džamolidin Abdužaparov              | Polti-Vaporetto              |
| 6ª                 | Marco Saligari         | Evgenij Berzin                  | Evgenij Berzin                      | Michele Coppolillo                | Evgenij Berzin                           | Džamolidin Abdužaparov              | Polti-Vaporetto              |
| 7ª                 | Laudelino Cubino       | Evgenij Berzin                  | Evgenij Berzin                      | Michele Coppolillo                | Evgenij Berzin                           | Džamolidin Abdužaparov              | Polti-Vaporetto              |
| 8ª                 | Evgenij Berzin         | Evgenij Berzin                  | Evgenij Berzin                      | Michele Coppolillo                | Evgenij Berzin                           | Evgenij Berzin                      | Polti-Vaporetto              |
| 9ª                 | Ján Svorada            | Evgenij Berzin                  | Evgenij Berzin                      | Michele Coppolillo                | Evgenij Berzin                           | Evgenij Berzin                      | Gewiss-Ballan                |
| 10ª                | Džamolidin Abdužaparov | Evgenij Berzin                  | Evgenij Berzin                      | Michele Coppolillo                | Evgenij Berzin                           | Evgenij Berzin                      | Gewiss-Ballan                |
| 11ª                | Ján Svorada            | Evgenij Berzin                  | Evgenij Berzin                      | Michele Coppolillo                | Evgenij Berzin                           | Evgenij Berzin                      | Gewiss-Ballan                |
| 12ª                | Andrea Ferrigato       | Evgenij Berzin                  | Evgenij Berzin                      | Michele Coppolillo                | Evgenij Berzin                           | Džamolidin Abdužaparov              | Gewiss-Ballan                |
| 13ª                | Michele Bartoli        | Evgenij Berzin                  | Evgenij Berzin                      | Michele Coppolillo                | Evgenij Berzin                           | Džamolidin Abdužaparov              | Castorama                    |
| 14ª                | Marco Pantani          | Evgenij Berzin                  | Evgenij Berzin                      | Pascal Richard                    | Evgenij Berzin                           | Džamolidin Abdužaparov              | GB-MG Maglificio             |
| 15ª                | Marco Pantani          | Evgenij Berzin                  | Evgenij Berzin                      | Pascal Richard                    | Evgenij Berzin                           | Džamolidin Abdužaparov              | Carrera-Tassoni              |
| 16ª                | Maximilian Sciandri    | Evgenij Berzin                  | Džamolidin Abdužaparov              | Pascal Richard                    | Evgenij Berzin                           | Džamolidin Abdužaparov              | Carrera-Tassoni              |
| 17ª                | Ján Svorada            | Evgenij Berzin                  | Džamolidin Abdužaparov              | Pascal Richard                    | Evgenij Berzin                           | Džamolidin Abdužaparov              | Carrera-Tassoni              |
| 18ª                | Evgenij Berzin         | Evgenij Berzin                  | Evgenij Berzin                      | Pascal Richard                    | Evgenij Berzin                           | Džamolidin Abdužaparov              | Carrera-Tassoni              |
| 19ª                | Massimo Ghirotto       | Evgenij Berzin                  | Evgenij Berzin                      | Pascal Richard                    | Evgenij Berzin                           | Džamolidin Abdužaparov              | Carrera-Tassoni              |
| 20ª                | Volodymyr Pulnikov     | Evgenij Berzin                  | Evgenij Berzin                      | Pascal Richard                    | Evgenij Berzin                           | Džamolidin Abdužaparov              | Carrera-Tassoni              |
| 21ª                | Pascal Richard         | Evgenij Berzin                  | Evgenij Berzin                      | Pascal Richard                    | Evgenij Berzin                           | Džamolidin Abdužaparov              | Carrera-Tassoni              |
| 22ª                | Stefano Zanini         | Evgenij Berzin                  | Džamolidin Abdužaparov              | Pascal Richard                    | Evgenij Berzin                           | Džamolidin Abdužaparov              | Carrera-Tassoni              |
| Classifiche finali | Classifiche finali     | Evgenij Berzin                  | Džamolidin Abdužaparov              | Pascal Richard                    | Evgenij Berzin                           | Džamolidin Abdužaparov              | Carrera-Tassoni              |

## Classifiche finali

### Classifica generale - Maglia rosa
| Pos. | Corridore          | Squadra   | Tempo      |
| ---- | ------------------ | --------- | ---------- |
| 1    | Evgenij Berzin     | Gewiss    | 100h41'21" |
| 2    | Marco Pantani      | Carrera   | a 2'51"    |
| 3    | Miguel Indurain    | Banesto   | a 3'23"    |
| 4    | Pavel Tonkov       | Lampre    | a 11'16"   |
| 5    | Claudio Chiappucci | Carrera   | a 11'58"   |
| 6    | Nelson Rodríguez   | ZG Mobili | a 13'17"   |
| 7    | Massimo Podenzana  | Navigare  | a 14'35"   |
| 8    | Gianni Bugno       | Polti     | a 15'26"   |
| 9    | A. de Las Cuevas   | Castorama | a 15'35"   |
| 10   | Andrew Hampsten    | Motorola  | a 17'21"   |

### Classifica a punti - Maglia ciclamino
| Pos. | Corridore       | Squadra  | Punti |
| ---- | --------------- | -------- | ----- |
| 1    | D. Abdužaparov  | Polti    | 202   |
| 2    | Evgenij Berzin  | Gewiss   | 182   |
| 3    | Gianni Bugno    | Polti    | 148   |
| 4    | Miguel Indurain | Banesto  | 132   |
| 4    | Stefano Zanini  | Navigare | 132   |

### Classifica scalatori - Maglia verde
| Pos. | Corridore          | Squadra   | Punti |
| ---- | ------------------ | --------- | ----- |
| 1    | Pascal Richard     | GB-MG     | 78    |
| 2    | Michele Coppolillo | Navigare  | 58    |
| 3    | Marco Pantani      | Carrera   | 44    |
| 4    | Nelson Rodríguez   | ZG Mobili | 24    |
| 5    | Evgenij Berzin     | Gewiss    | 20    |

### Classifica giovani - Maglia bianca
| Pos. | Corridore       | Squadra | Tempo      |
| ---- | --------------- | ------- | ---------- |
| 1    | Evgenij Berzin  | Gewiss  | 100h41'21" |
| 2    | Marco Pantani   | Carrera | a 2'51"    |
| 3    | Wladimir Belli  | Lampre  | a 19'36"   |
| 4    | Georg Totschnig | Polti   | a 20'04"   |
| 5    | Pascal Richard  | GB-MG   | a 34'46"   |

### Classifica intergiro - Maglia azzurra
| Pos. | Corridore          | Squadra   | Tempo    |
| ---- | ------------------ | --------- | -------- |
| 1    | D. Abdužaparov     | Polti     | 62h00'39 |
| 2    | Evgenij Berzin     | Gewiss    | a 44"    |
| 3    | Fabiano Fontanelli | ZG Mobili | a 1'50"  |
| 4    | Stefano Zanini     | Navigare  | a 2'05"  |
| 5    | A. de Las Cuevas   | Castorama | a 2'07"  |